# Beyler
Beyler ist ein Dorf im Landkreis Buldan der türkischen Provinz Denizli. Beyler liegt etwa 60 km nordwestlich der Provinzhauptstadt Denizli und 20 km nordwestlich von Buldan. Beyler hatte laut der letzten Volkszählung 172 Einwohner (Stand Ende Dezember 2010).